# KkStB 72
Die kkStB 72 war eine Reihe von Güterzug-Schlepptenderlokomotiven der kkStB, die ursprünglich von der Kaiser Franz Joseph-Bahn (KFJB) stammten.
Die KFJB beschaffte diese vierfach gekuppelten Lokomotiven 1883/84.
Die zehn Maschinen wurden von der Lokomotivfabrik Floridsdorf geliefert.
Sie lassen bereits viele Ähnlichkeiten mit der in größerer Stückzahl beschafften Reihe 73 erkennen.
Nach der Verstaatlichung 1884 ordnete die kkStB die Maschinen als Reihe 72 ein.
Nach dem Ersten Weltkrieg kam die Reihe komplett zur ČSD als Reihe 403.0.